# Misgolas papillosus
Misgolas papillosus là một loài nhện trong họ Idiopidae.
Loài này thuộc chi Misgolas. Misgolas papillosus được William Joseph Rainbow & Pulleine miêu tả năm 1918.